# Jaime Fernández Bernabé
Jaime Fernández Bernabé (Madrid, 4 de junio de 1993) es un jugador de baloncesto español, que juega en La Laguna Tenerife de la Liga ACB. Con 1,86 metros de altura, ocupa la posición de base.

## Trayectoria

### Inicios
Jaime comenzó en el baloncesto en el equipo de su colegio (Montserrat), después pasó al Canoe y finalmente a las categorías inferiores del Estudiantes.

### Profesional
En el 2010 debutó con el primer equipo, con el que realizó actuaciones destacadas en Eurocup y con el que jugó diez partidos en liga ACB. Para la temporada 2011-2012 subió definitivamente al primer equipo, donde formó dupla de bases con otro canterano estudiantil, el uruguayo Jayson Granger. Después de 7 años jugando en la primera plantilla del Club Baloncesto Estudiantes, equipo en el que llegó a ser capitán, y en el que disputó 202 partidos, en el año 2017 ficha por el Bàsquet Club Andorra.
Tras una temporada en el club andorrano ficha por el Unicaja Málaga. En su primera temporada en el club malagueño, firma una gran temporada promediando 11'5 puntos y 4'3 asistencias. Esto le valió para entrar en el segundo mejor quinteto de la Liga Endesa.
El 8 de julio de 2022, firma por el Lenovo Tenerife de la Liga ACB.

## Selección nacional
Fue uno de los jugadores de la selección española de baloncesto que ganó el Campeonato Europeo Sub-16 de 2009 y el Campeonato Europeo Sub-18 de 2011. También conseguiría dos bronces en europeos sub-20. En el año 2017 debuta como internacional absoluto, jugando amistosos con España. Es uno de los jugadores importantes en la fase de clasificación para el Mundial de China 2019, conocidas como ventanas FIBA, también está en la fase de preparación, siendo uno de los dos últimos jugadores descartados.
En septiembre de 2022, fue parte del combinado absoluto español que participó en el EuroBasket 2022, donde ganaron el oro, al vencer en la final a Francia.